# Ejido Copalita
Ejido Copalita es una localidad del estado mexicano de Jalisco. Es parte del municipio de Zapopan.

## Demografía
| Censo | Población |
| ----- | --------- |
| 2000  | 923       |
| 2010  | 1 824     |
| 2020  | 2 034     |